# نماد لوی-چیویتا
نماد لوی-چیویتا (به انگلیسی: Levi-Civita symbol) یا نماد جایگشت یک شبه تانسور همسانگرد است که برای ساده‌سازی در محاسبات تانسوری بسیار مفید است. این نماد به افتخار ریاضیدان ایتالیایی تولیو لوی-چیویتا (به ایتالیایی: Tullio Levi-Civita) نامگذاری شده‌است.

نمایش نماد لوی-چیویتا در سه بعد

## تعریف
نماد لوی-چیویتا در سه بعد به صورت زیر تعریف می‌شود:
{\displaystyle \varepsilon _{ijk}={\begin{cases}+1&{\mbox{if }}(i,j,k){\mbox{ is }}(1,2,3),(3,1,2){\mbox{ or }}(2,3,1),\\-1&{\mbox{if }}(i,j,k){\mbox{ is }}(3,2,1),(1,3,2){\mbox{ or }}(2,1,3),\\0&{\mbox{otherwise: }}i=j{\mbox{ or }}j=k{\mbox{ or }}k=i,\end{cases}}}
همچنین این نماد را می‌توان از رابطه زیر بدست آورد:
{\displaystyle \varepsilon _{ijk}=-[(i-j)^{2}\%3][(i-k)^{2}\%3][(j-k)^{2}\%3][(j-(i\%3)-{\frac {1}{2}})^{2}-{\frac {5}{4}}]}
که % نماد عملگر باقی‌مانده است.

## کاربرد
از این نماد مفید برای ساده‌سازی عبارات طولانی و پیچیده استفاده می‌شود. به عنوان مثال در ضرب خارجی a و b داریم:
{\displaystyle \mathbf {a\times b} ={\begin{vmatrix}\mathbf {e_{1}} &\mathbf {e_{2}} &\mathbf {e_{3}} \\a_{1}&a_{2}&a_{3}\\b_{1}&b_{2}&b_{3}\\\end{vmatrix}}=\sum _{i,j,k=1}^{3}\varepsilon _{ijk}\mathbf {e_{i}} a_{j}b_{k}}
که با استفاده از قرارداد جمع‌زنی انیشتین به صورت زیر در می‌آید:
{\displaystyle \mathbf {a\times b} =\varepsilon _{ijk}\mathbf {e_{i}} a_{j}b_{k}}
و یا اگر A یک ماتریس ۳در۳ باشد، دترمینان آن را به صورت خلاصه زیر می‌توان نمایش داد:
{\displaystyle \det A=\sum _{i,j,k=1}^{3}\varepsilon _{ijk}a_{1i}a_{2j}a_{3k}=\varepsilon _{ijk}a_{1i}a_{2j}a_{3k}}

## تعمیم
این نماد را برای ابعاد دیگر هم می‌توان تعریف کرد. به این صورت که برای {\displaystyle \varepsilon _{ijkl}} اگر {\displaystyle ijkl...} جایگشت زوجی از {\displaystyle (1,2,3,4,...)} باشد برابر {\displaystyle +1} و اگر جایگشت فردی از آن باشد برابر {\displaystyle -1} است. به عبارت دیگر:
{\displaystyle \varepsilon _{ijk\ell \dots }=\left\{{\begin{matrix}+1&{\mbox{if }}(i,j,k,\ell ,\dots ){\mbox{ is an even permutation of }}(1,2,3,4,\dots )\\-1&{\mbox{if }}(i,j,k,\ell ,\dots ){\mbox{ is an odd permutation of }}(1,2,3,4,\dots )\\0&{\mbox{if any two labels are the same}}\end{matrix}}\right.}